# Bandera de Wiltshire
La bandera oficial del comtat anglès de Wiltshire va ser aprovada en reunió del consell l'1 de desembre de 2009 i posteriorment registrada al Flag Institute. Aquesta es coneix amb el nom de "Bustard Flag" i de proporcions dos d'alt per tres de llarg està formada per faixes alternes blanques i verdes lleugerament corbades al centre del drap. En aquest centre s'hi situa la silueta d'un pioc salvatge (Otis tarda) en color or dins un cercle dividit en sis seccions verdes i blanques alternes. El disseny fou creat per Mike Prior i la seva filla Helen Pocock el 2007 prenent de base la bandera del Consell del comtat.
El disseny no ha estat exempt de crítiques i n'existeixen dos més associats al comtat, com són el "White horse" però no tenen estatus oficial, ja que no han estat dissenyats pel College of Arms.

## Simbologia
Les faixes representen els turons d'herba i les afloracions de creta tan abundants al sud d'Anglaterra. Mentre que els colors poden representar l'esperança, l'alegria, la seguretat i la pau. La silueta del pioc, au que havia estat extingida a Anglaterra des del 1832, però recuperada a partir d'un programa a la plana de Salisbury d'on era originària. La vora del cercle, en sis seccions obertes i alternes representen els cercles de pedra d'Stonehenge i Avebury al comtat, i també els sis comtats circumdants de Gloucestershire, Oxfordshire, Berkshire, Hampshire, Dorset i Somerset.

## White horse
La bandera anomenada "White Horse" va ser dissenyada l'any 2006 per Chrys Fear, el qual va afirmar que el símbol del cavall blanc es troba en el context de les talles fetes a les formacions de creta al llarg del comtat, el més famós és el de Westbury i el de Cherhill, era una imatge de major connexió cultural amb Wiltshire. El disseny de Fear va incorporar l'esbós del cavall blanc de Cherhill que va publicar William Plenderleath de l'oest d'Anglaterra el 1885.

## Estendard del Consell del comtat

Estendard del Consell del comtat de Wiltshire.

L'estendard de l'antic Consell del comtat de Wiltshire ha estat comercialment disponible durant molts anys. Aquest representa al consell, en lloc del comtat de Wiltshire com a àrea geogràfica. A l'abril de 2009, el consell del comtat es va unir amb els antics consells dels districtes de Wiltshire (Kennet, North Wilts, Salisbury i West Wilts) en una nova autoritat unitària anomenada Wiltshire Council, i les armes de totes elles van passar a l'autoritat successora. Es van crear noves banderes que han onejat als edificis municipals del comtat, però aquestes banderes no solen estar disponibles per al públic.